# Sophia Ophilia Adjeibea Adinyira
Sophia Ophelia Adjeibea Adinyira là một nữ công lý người Ghana của Tòa án tối cao Ghana và là thành viên của Tòa phúc thẩm Liên Hợp Quốc.

## Tuổi thơ và giáo dục
Sophia đã được đào tạo pháp lý tại Đại học Ghana và Trường Luật Ghana

## Giải thưởng và chứng nhận
Sophia là thành viên của Ủy ban kỷ luật của Hội đồng pháp lý chung.